# Monts Chisos
Les monts Chisos sont une chaîne de montagne du Texas, aux États-Unis.
Elle est complètement dans les limites du parc national de Big Bend, ce qui en fait un cas unique aux États-Unis.
Outre son point culminant, le pic Emory, la chaîne comprend plusieurs sommets remarquables, parmi lesquels le pic Casa Grande, le Cerro Castellan, le pic Lost Mine, les pics Mule Ear et Goat Mountain. Plusieurs points de vue panoramiques y sont aménagés, parmi lesquels le Sotol Vista Overlook.
En son centre, le Chisos Basin, une zone est construite pour les visiteurs. On y trouve un camping, un office de tourisme et le Chisos Mountains Lodge, notamment. On y accède via la Chisos Basin Road, construite dans les années 1930.

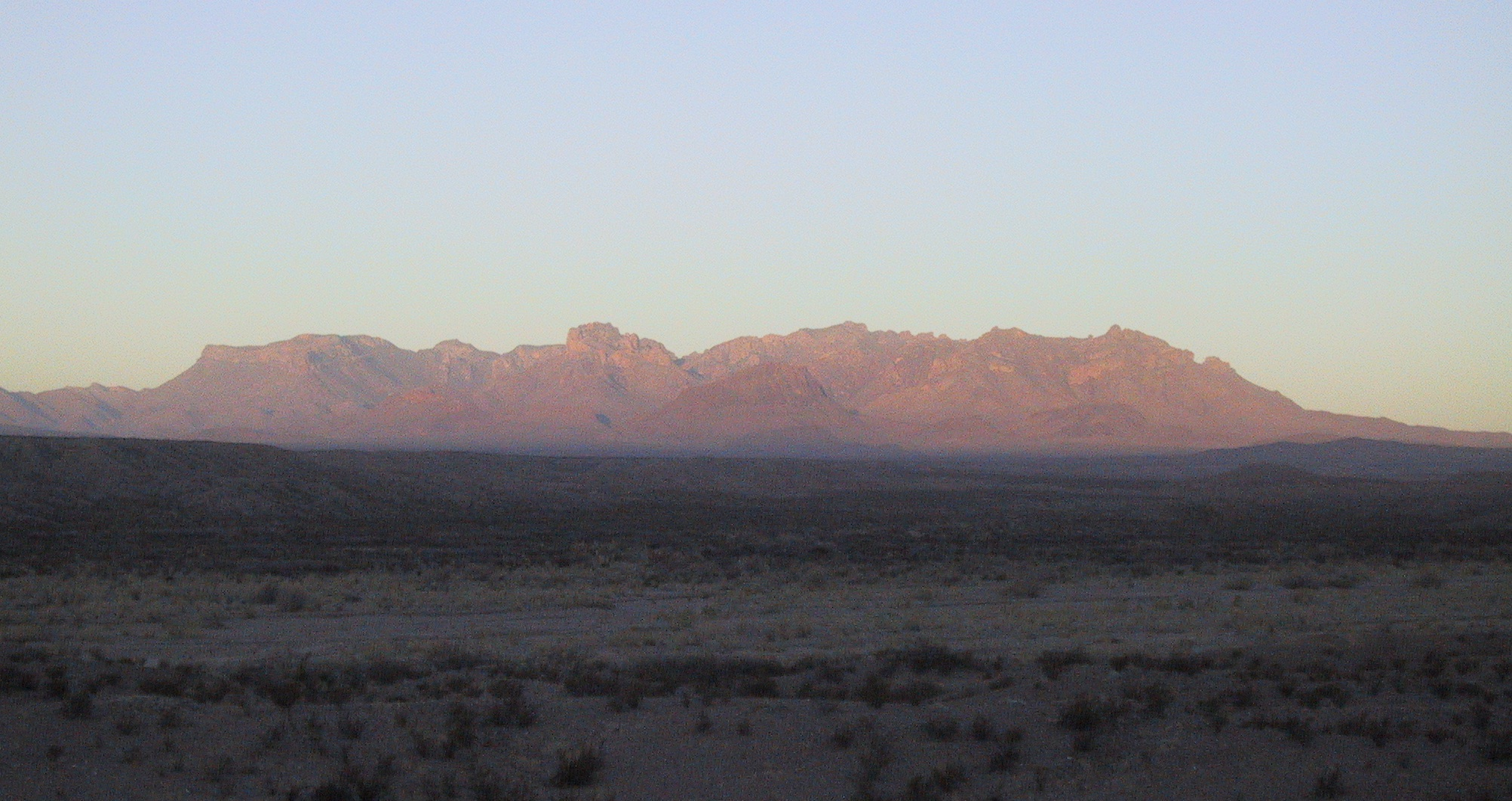
Lever de soleil sur les monts Chisos